# روبی فاکس
روبی فاکس (انگلیسی: Ruby Fox؛ زادهٔ august ۱۱, ۱۹۴۵ (۷۹ سال)) تیرانداز اهل ایالات متحده آمریکا است.
وی در مسابقات کشوری و بین‌المللی در مجموع برندهٔ ۱ مدال نقره شده‌است.